# Olivier Roy
Olivier Roy és Investigador al Centre d'Estudis i Recerques Internacionals (CERI, París) i professor de l'Institut d'Estudis Polítics. Autor de L'islam mondialisé (Seuil, 2002). És Investigador al Centre Nacional de la Recerca Científica i professor a l'École des Hautes Études en Sciences Sociales i a l'Institut d'Études Politiques de París. Expert en Àsia central, les seves recerques s'han centrat en les transformacions polítiques d'aquesta regió, en el vincle entre política i Islam, i en les característiques de l'Islam a Europa. D'entre les seves darreres obres destaquen La laïcité face à l'Islam (2005) i L'Asie centrale contemporaine (2001) i, traduïdes al castellà, El islam mundializado (2003) i Genealogía del islamismo (1996).